# Śladami Stasia i Nel
Śladami Stasia i Nel – książka autorstwa Mariana Brandysa będąca reportażem podróżniczym. Opublikowana została po raz pierwszy w 1961 roku.
Autor książki, zafascynowany powieścią W pustyni i w puszczy Henryka Sienkiewicza opowiadającej o przygodach Stasia i Nel, udaje się do Egiptu i Sudanu. Na miejscu konfrontuje słynną powieść z aktualnymi realiami tych krajów w latach pięćdziesiątych XX wieku. Niekiedy podważa wersję dziejów opisaną przez Sienkiewicza, jednak to nie polemika z interpretacjami historii interesuje pisarza przede wszystkim. Brandys stara się poszukiwać żywych śladów historii. Zwiedza monumentalne zabytki Egiptu oraz dociera do potomków sudańskich bohaterów powieści Sienkiewicza. Odtwarza w ten sposób prawdziwe dzieje powstania sudańskiego.
Książka pozwala czytelnikowi pogłębić wiedzę o tej części Afryki.